# Ellisodrilus clitellatus
Ellisodrilus clitellatus är en ringmaskart som beskrevs av Holt 1960. Ellisodrilus clitellatus ingår i släktet Ellisodrilus och familjen Cambarincolidae. Inga underarter finns listade i Catalogue of Life.